# Stanislaw Wolarz
Stanislaw Wolarz, vystupující pod jménem Stan the Man (1951 Edinburgh — 13. července 2015 Drážďany) byl britský bluesový zpěvák, kytarista. Narodil se ve Skotsku, po otci byl polského původu. V letech 1996/97 založil kapelu Bohemian Blues Band, se kterou nahrál několik CD. Vystupovali pravidelně v pražském klubu U malého Glena, kde odehráli přes tisíc koncertů.
Žil v Londýně i ve Francii. Byl frontmanem skupiny The Warp. Spolupracoval mimo jiné s Bo Diddleyem, Mickem Taylorem, Edgarem a Johnnym Winterovými a mnoha dalšími umělci. 

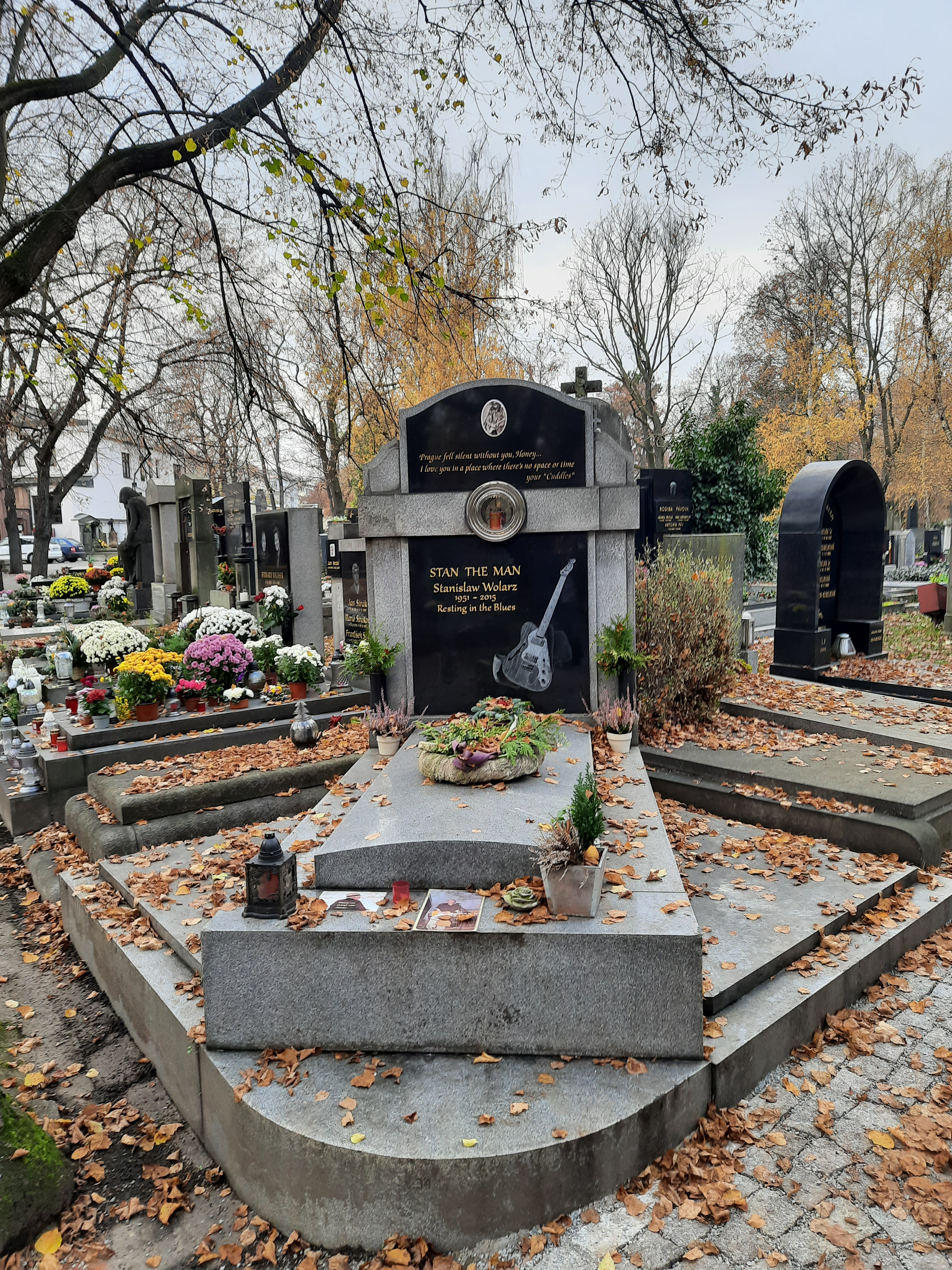
Hrobka Stan the Mana na Olšanských hřbitovech

## Diskografie
- The Earth
- Night Train
- Blues Revue
- Liquor, love & lies (1998) [6]
- Sound Like You’re Having A Good Time - Live in Lucerna Music Bar (2000) [7]
- Life Goes On (2003) [8]
- Booze, Ballads & Boogie - Live in Brno (2006) [9]